# Robert Wangermée
Robert Wangermée (Lodelinsart, 21 september 1920 - Elsene, 22 juli 2019) was een Belgisch musicoloog en omroepbestuurder.
Hij kreeg zijn opleiding van Charles Van den Borren aan de Université libre de Bruxelles en promoveerde met Le goût musical en France au XIXe siècle (1946). Twee jaar na dat proefschrift volgde hij zijn leermeester op, waarna hij die studie uitbreidde van een eenduidige opzet naar een uitgebreider pakket inclusief sociologisch perspectief (Sociologisch Instituut). Hij was echter al vanaf 1946 betrokken bij het INR, vanaf 1960 de RTB. Hij was er sinds 1956 directeur muziekuitzendingen en vanaf 1960 directeur-generaal.
Buiten bovenstaande functie bekleedde hij een hele reeks nevenfuncties:
- voorzitter van de Hoge Audiovisuele Raad van 1984 tot 1997,
- voorzitter van de Conseil de l'Éducation aux Médias van 1995 tot 2008,
- voorzitter van het Ensemble Musiques Nouvelles,
- voorzitter van de vzw Ars Musica,
- voorzitter van de Muziekraad,
- voorzitter van de Belgische Vereniging voor Musicologie van 1977 tot 2013,
- vice-voorzitter van de raad van bestuur van het Orchestre Royal de Chambre de Wallonie,
- directeur van het Orchestre Philharmonique Royal de Liège,
- lid van het bestuur van Stichting Euphonia,
- lid van de raad van bestuur van de Internationale Koningin Elisabethwedstrijd,
- lid van de raad van bestuur van de Muziekstichting Koningin Elisabeth.

Andere musicologische publicaties:
- 1950: Les maîtres de chant des 17e et 18e siècles a la collégiale des SS. Michel et Gudule
- 1951: François-Joseph Fétis, musicologue et compositeur
- 1965: De Vlaamse muziek in de maatschappij van de 15e en 16e eeuw (La musique flamande dans la société des 15e et 16e siècles)
- 1980-1983: hoofdredacteur La musique en Wallonie et à Bruxelles
- verhandelingen over de toekomst van de Europese Publieke Omroep voor de Raad van Europa en Europese Radio-unie

In 1995 werd hij door het Institut Jules Destrée gekozen binnen de Honderd Walen van de eeuw. 